# Nagrada za novajliju godine NFL-a
Nagrada za novajliju godine NFL-a je nagrada koju svake godine dodjeljuju navijači najboljem novom igraču NFL lige. Nagrada se dodjeljuje od 2002. godine, a navijači za nju glasaju preko interneta, i to za vrijeme doigravanja.
Trenutni osvajač nagrade, za sezonu 2019., je defensive end San Francisco 49ersa Nick Bosa.

### Osvajači nagrade od 2010. godine
| Sezona | Igrač             | Momčad               | Pozicija         |
| ------ | ----------------- | -------------------- | ---------------- |
| 2010.  | Ndamukong Suh     | Detroit Lions        | defensive tackle |
| 2011.  | Cam Newton        | Carolina Panthers    | quarterback      |
| 2012.  | Russell Wilson    | Seattle Seahawks     | quarterback      |
| 2013.  | Keenan Allen      | San Diego Chargers   | wide receiver    |
| 2014.  | Teddy Bridgewater | Minnesota Vikings    | quarterback      |
| 2015.  | Jameis Winston    | Tampa Bay Buccaneers | quarterback      |
| 2016.  | Dak Prescott      | Dallas Cowboys       | quarterback      |
| 2017.  | Alvin Kamara      | New Orleans Saints   | running back     |
| 2018.  | Saquon Barkley    | New York Giants      | running back     |
| 2019.  | Nick Bosa         | San Francisco 49ers  | defensive end    |

## Nagrade za novajliju godine u napadu i u obrani NFL-a
Nagrade za novajliju godine u napadu i u obrani NFL-a su nagrade koje svake godine dodjeljuje američka novinska agencija Associated Press najboljem novom igraču u napadu ili obrani NFL lige, a dodjeljuje se od 1957. godine (za novajliju godine u napadu), odnosno 1967. godine (za novajliju godine u obrani). Pravo glasa ima 50 sportskih novinara koji prate NFL ligu. 
Trenutačni osvajači nagrade su quarterback Arizona Cardinalsa Kyler Murray (u napadu) i defensive end San Francisco 49ersa Nick Bosa (u obrani).

### Osvajači nagrade za novajliju godine u napadu od 2010. godine
| Sezona | Igrač              | Momčad              | Pozicija      |
| ------ | ------------------ | ------------------- | ------------- |
| 2010.  | Sam Bradford       | St. Louis Rams      | quarterback   |
| 2011.  | Cam Newton         | Carolina Panthers   | quarterback   |
| 2012.  | Robert Griffin III | Washington Redskins | quarterback   |
| 2013.  | Eddie Lacy         | Green Bay Packers   | running back  |
| 2014.  | Odell Beckham Jr.  | New York Giants     | wide receiver |
| 2015.  | Todd Gurley        | St. Louis Rams      | running back  |
| 2016.  | Dak Prescott       | Dallas Cowboys      | quarterback   |
| 2017.  | Alvin Kamara       | New Orleans Saints  | running back  |
| 2018.  | Saquon Barkley     | New York Giants     | running back  |
| 2019.  | Kyler Murray       | Arizona Cardinals   | quarterback   |

### Osvajači nagrade za novajliju godine u obrani od 2010. godine
| Sezona | Igrač              | Momčad              | Pozicija         |
| ------ | ------------------ | ------------------- | ---------------- |
| 2010.  | Ndamukong Suh      | Detroit Lions       | defensive tackle |
| 2011.  | Von Miller         | Denver Broncos      | linebacker       |
| 2012.  | Luke Kuechly       | Carolina Panthers   | linebacker       |
| 2013.  | Sheldon Richardson | New York Jets       | defensive end    |
| 2014.  | Aaron Donald       | St. Louis Rams      | defensive tackle |
| 2015.  | Marcus Peters      | Kansas City Chiefs  | cornerback       |
| 2016.  | Joey Bosa          | San Diego Chargers  | defensive end    |
| 2017.  | Marshon Lattimore  | New Orleans Saints  | cornerback       |
| 2018.  | Darius Leonard     | Indianapolis Colts  | linebacker       |
| 2019.  | Nick Bosa          | San Francisco 49ers | defensive end    |